# María Antonieta de Bográn
María Antonieta de Bográn (sinh ngày 13 tháng 7 năm 1955 ) từng là Phó Tổng thống đầu tiên của Honduras. Bà là một trong ba ứng cử viên cho chức Phó Tổng thống của Honduras với Đảng Quốc gia trong cuộc bầu cử ở Honduras năm 2009, và cũng là chủ tịch quốc gia của đảng này trong các cuộc bầu cử đó. Tổng thống đắc cử Porfirio Lobo Sosa đã giành chiến thắng trong cuộc bầu cử với khoảng 55% số phiếu. Vào năm 2008, trước cuộc bầu cử sơ bộ của người Do Thái, Đại hội toàn quốc của Cộng hòa Honduras đã cải tổ lại Hiến pháp cho rằng trách nhiệm của Phó Tổng thống sẽ bị chiếm giữ bởi 3 người một lần nữa.
Bà là giám đốc của viện du lịch trong thời gian quản lý của Rafael Callejas 1990-1994.